# Jibla
Jibla ou Dhu Jibla (en arabe : جِبْلَة) est une ville du Yémen, à 8 km au sud-sud-ouest d'Ibb. Elle se trouve à 2 200 m d'altitude, au pied du Jabal At-Taʿkar (جَبَل ٱلتَّعْكَر). La ville et ses environs sont proposés sur la liste indicative du patrimoine mondial de l'UNESCO. Elle abrite le palais et le mausolée de la reine Arwa al-Sulayhi (1048-1138).

## Géographie
Bâtie au flanc d'une montagne de basalte, Jibla est entourée de cultures en terrasses : sorgho, jujubiers, caroubiers, ainsi que de cactées et euphorbes candélabres. Un aqueduc attribué à la reine Arwa est toujours en service.
La ville est faite de maisons de pierre sans enduit avec des décorations en stuc et en bois sculpté. Son architecture est similaire à celle d'Ibb mais ses rues sont pratiquement inaccessibles aux voitures ; située à l'écart de l'autoroute, elle est peu touchée par les constructions modernes ; elle compte plusieurs mosquées et monuments anciens dont le Palais de la reine Arwa (en) qui passe pour compter 365 chambres, la mosquée de cette reine, où se trouve son mausolée, et la mosquée Qubbat Bay az-Zum,.

## Histoire

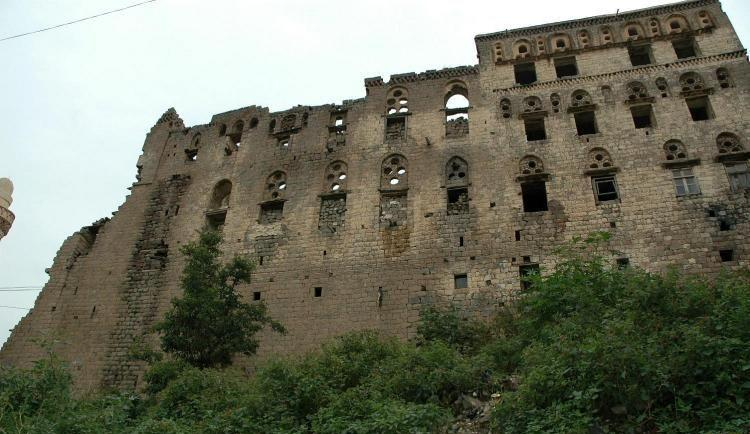
Palais de la reine Arwa en 2010.

De 1038 à 1138, Jibla est la capitale de la dynastie des Sulayhides qui se rattachent à l'ismaélisme, branche dissidente du chiisme. Le royaume atteint son apogée sous la reine Arwa, surnommée « Balkis la cadette » d'après le nom arabe de la reine de Saba biblique, qui établit sa capitale à Jibla et la dote de plusieurs mosquées et autres bâtiments publics,. La mosquée, de style fatimide, comprend deux minarets, une cour et une nef surélevée ; le tombeau de la reine se trouve près du mihrab.
Au XVe siècle, trois ponts sont construits sur les deux rivières qui bordent la ville.
Au XIXe siècle, selon les géographes Conrad Malte-Brun et Eugène Cortambert, Jibla a des rues pavées, 1 200 maisons « la plupart hautes et bien bâties » ; son principal produit est le savon.
Le 8 juillet 2002, le gouvernement yéménite présente la candidature de Jibla au patrimoine de l'humanité de l'UNESCO. Des travaux de restauration et assainissement sont entrepris.

### Attentat de 2002
Un hôpital est construit en 1967 par une mission américaine de la Convention baptiste du Sud ; il a une capacité de 77 lits. Le 30 décembre 2002, alors que l'établissement est en voie de transfert à une fondation yéménite, un faux blessé se présente avec une arme à feu dissimulée et ouvre le feu sur une réunion du personnel médical américain : le directeur William Koehn, la femme médecin Martha Myers et la logisticienne Kathleen Gariety sont tuées, le pharmacien Donald Caswell gravement blessé. Le tireur, Abed Abdel Razzak Kamel, ancien étudiant d'une école islamique, est capturé ; il dit avoir commis cet acte « parce qu'ils prêchaient le christianisme dans un pays musulman ». Les autorités yéménites attribuent ce triple meurtre à un groupe islamiste qui, deux jours plus tôt, avait tué à Sanaa le leader socialiste Jarallah Omar (en),.

Images de Jibla
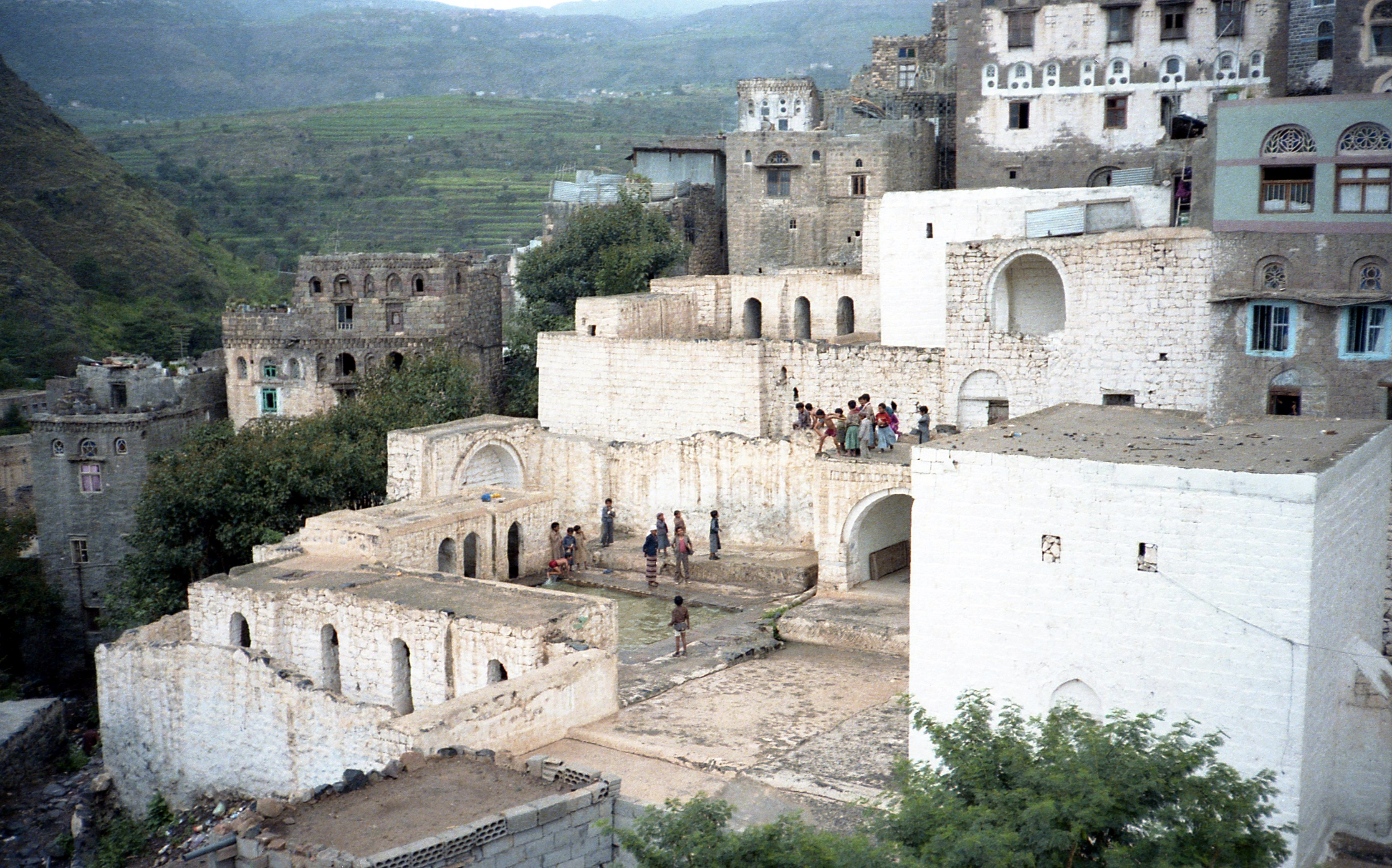
Ville et campagne, 1986.
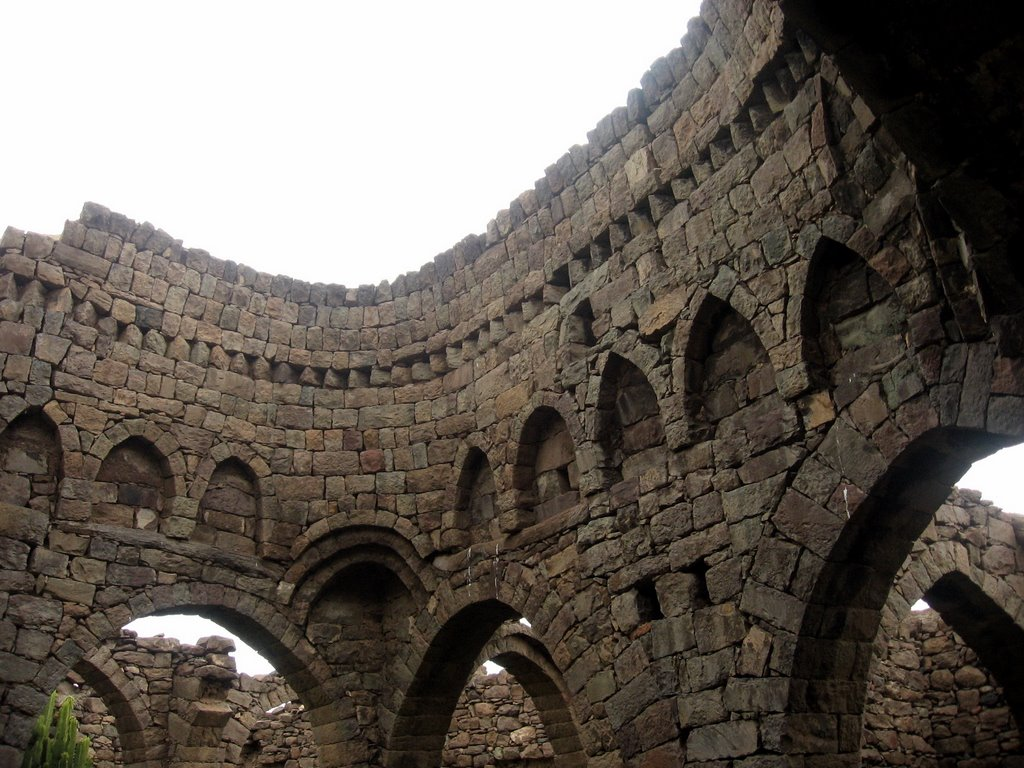
Ruines du caravansérail, 2007.
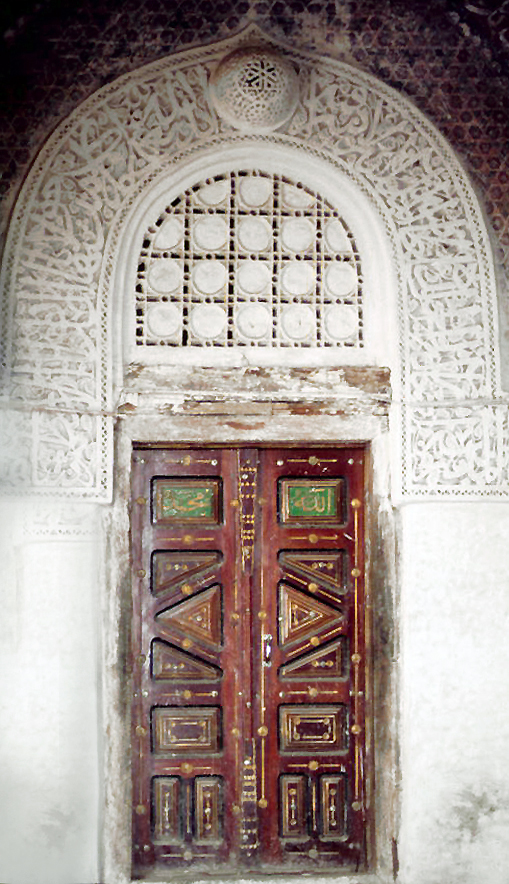
Porte de la mosquée de la reine Arwa, 1987.
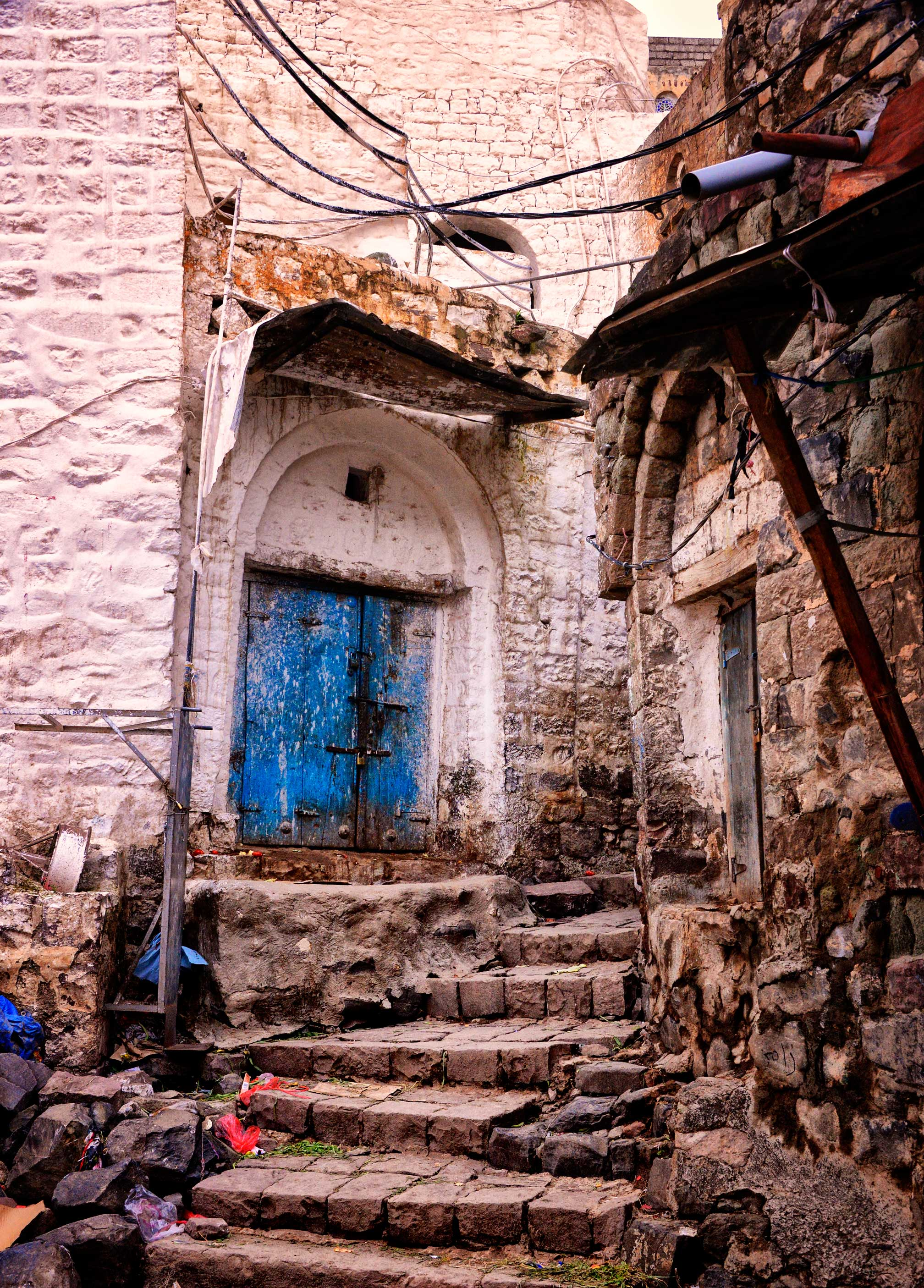
Rue en escalier, 2014.
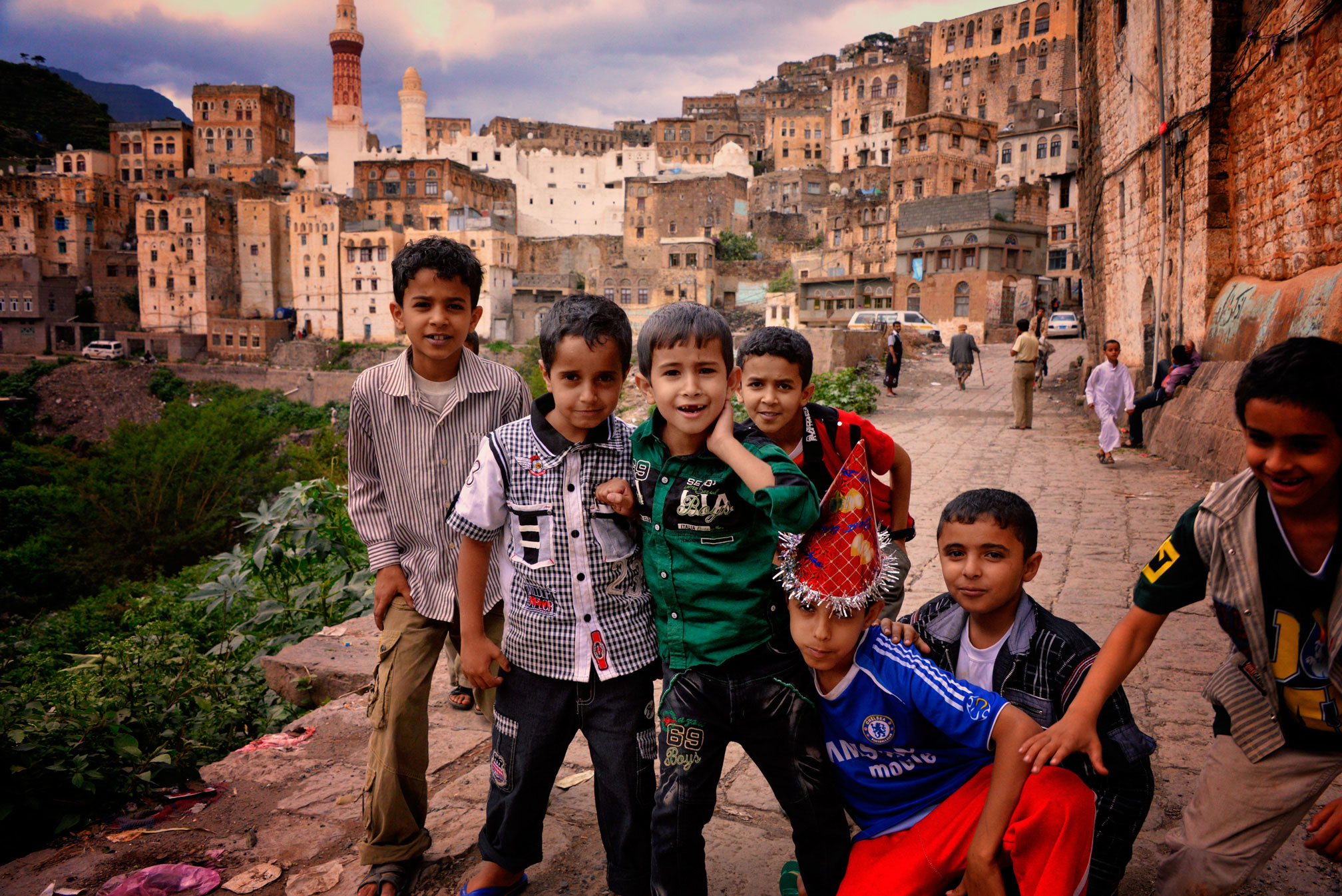
Enfants dans la rue, 2014.